# Сера Кутлубей
Сера Кутлубей (тур. Sera Kutlubey, нар. 24 жовтень 1997; Анкара) - турецька акторка.   

## Біографія
Сера Кутлубей народилася в 1997 році в Анкара. Він закінчив свою освіту на факультеті театру університету Галіч. Перший акторський досвід отримав у 2016 році в серіалі Амбер, а потім знявся в серіалі Мій батько та його сім’я. Вона зіграла персонаж Сехер у телесеріалі Без назви та отримала визнання, зігравши персонажа Джемре Їлмаз у телесеріалі Залім Стамбул. Сьогодні вона грає персонаж Дамли в серіалі Доброта.

## Фільмографія
| Серіал    | Серіал                  | Серіал        | Серіал           |
| Рік       | Назва                   | роль          | Примітки         |
| --------- | ----------------------- | ------------- | ---------------- |
| 2016      | Бурштин                 | Молода Лейла  | Підтримуюча роль |
| 2016      | Мій батько і його сім'я | Туга          | Підтримуюча роль |
| 2017      | Анонім                  | світанок      | Підтримуюча роль |
| 2019-2020 | жорстокий Стамбул       | Джемре Їлмаз  | Головна роль     |
| 2021      | Вітер кохання           | Азра          | Підтримуюча роль |
| 2022-2023 | Доброта                 | Дамла Ерденет | Головна роль     |
| 2023      | Мене звуть Фарах        | Мерджан       | Підтримуюча роль |
| 2024      | Перлинні зерна          | Нехір Юджедаг | Підтримуюча роль |

## Нагороди та премії
| Рік  | Премія                        | Категорія                              | Результат |
| ---- | ----------------------------- | -------------------------------------- | --------- |
| 2019 | Золотий метелик Pantene       | Найкраща пара в серіалі (Cenk & Cemre) | Номінація |
| 2020 | Golden Summit і Career Awards | Премія за найкращу жіночу роль року    | Перемога  |